# My Riot
Pour les articles homonymes, voir Riot.
My Riot est un groupe de rock alternatif polonais.

## Biographie
My Riot est à l'origine formé en 2008 par le chanteur Piotr « Glaca » Mohamed, connu pour ses performances au sein du groupe Sweet Noise, et le DJ et producteur Macieja Jaskółkowskiego, connu sous le nom de TR Hacker. Peu de temps après, le groupe est complété par le guitariste Krzysztof « Zwierzak » Mil, et le batteur Szymon « Sajmon » Synówka. 
En 2010, le groupe commence à travailler sur son premier album. Les chansons sont enregistrées au Toya Studio de Łódź. Miksowanie mixe l'album à l'Elektra Studio de Varsovie. Au début de 2011, aux London Metropolis Studios, John Davis soumet toutes les chansons au mastering. L'album fait notamment participer le rappeur Ryszard « Peja » Andrzejewski, la chanteuse Maja Konarska, connue pour ses performances avec le groupe Moonlight, et le bassiste Tomasz « Orion » Wróblewski, du groupe Behemoth.
Le 17 mars 2011, la chaine de radio Eska Rock diffuse le premier single de My Riot, Sen, sur lequel participent Mohamed et Mikołaj Górecki. Leur premier album, intitulé Sweet Noise, est publié le 13 septembre 2011 au label EMI Music Poland. L'un des autres singles issus de l'album s'intitule Sam przeciwko wszystkim. Le clip de la chanson fait participer Tomasz Gollob. Le 26 novembre 2011, le groupe participe à l'ouverture de l'Atlas Arenie avec la chanson Sen.
En juin 2012, le groupe publie sa cinquième vidéo musicale pour la chanson Ból przemija, issue du premier album du groupe. Ils jouent notamment dans la vidéo. Les champions de rallye Krzysztof Hołowczyc et Maciej Wisławski y participent également. En août 2012 au Festival de Woodstock, le groupe diffuse une vidéo pour la chanson Godność 2011, qui a été tournée en septembre de la même année. En août 2013, Hacker annonce sur son profil Facebook, son départ de My Riot. 

## Discographie

### Albums studio
| Album | Titre                                                            | Meilleure position |
| Album | Titre                                                            | POL                |
| ----- | ---------------------------------------------------------------- | ------------------ |
| 2011  | Sweet Noise - Date: 13 septembre 2011 - Label : EMI Music Poland | 4                  |

### Singles
| 2011                                 | Sen                     | 22 | 1 |
| 2011                                 | Sam przeciwko wszystkim | 26 | 9 |
| 2011                                 | Łzy i potęga            | —  | — |
| « — », n'a atteint aucun classement. |                         |    |   |

### Autres singles
| Année | Titre        | Meilleure position |
| Année | Titre        | NRD                |
| ----- | ------------ | ------------------ |
| 2012  | Ból przemija | 26                 |

## Clips
| Année | Titre                   | Réalisateur                                        | Album       | Réf.   |
| ----- | ----------------------- | -------------------------------------------------- | ----------- | ------ |
| 2011  | Sen                     | Mikołaj Górecki, Piotr « Glaca » Mohamed           | Sweet Noise | [ 6 ]  |
| 2011  | Sam przeciwko wszystkim | Mikołaj Górecki                                    | Sweet Noise | [ 7 ]  |
| 2012  | Botox                   | R5 Films                                           | Sweet Noise | [ 17 ] |
| 2012  | Ile znaków              | Łukasz « Goat » Mańkowski, Piotr « Glaca » Mohamed | Sweet Noise | [ 18 ] |
| 2012  | Ból przemija            | Mateusz Winkiel                                    | Sweet Noise | [ 19 ] |
| 2012  | Godność 2011            | Mateusz Winkiel                                    | —           | [ 20 ] |

## Distinctions
| Année | Catégorie                                         | Prix                                   | Résultat   |
| ----- | ------------------------------------------------- | -------------------------------------- | ---------- |
| 2012  | Najlepsza płyta – Polska (Sweet Noise)            | Prix décerné par le Magazyn Gitarzysta | Nomination |
| 2012  | Najlepszy zespół – Polska                         | Prix décerné par le Magazyn Gitarzysta | Lauréat    |
| 2012  | Najlepszy utwór (Sen)                             | Prix décerné par le Magazyn Gitarzysta | Nomination |
| 2012  | Najlepszy gitarzysta (Krzysztof « Zwierzak » Mil) | Prix décerné par le Magazyn Gitarzysta | Nomination |
| 2012  | Najlepszy debiut                                  | Prix décerné par le Magazyn Gitarzysta | Nomination |